# Muscimol
Muscimol este un toxic descoperit mai târziu ca muscarina în ciuperci otrăvitoare ca celor din familia Amanita mai ales în Amanita muscaria, Amanita pantherina și Amanita regalis. Substanța rezultată este acidul ibotenic (premuscinol) C5H6N2O4 iar prin decarboxilare se formează muscimol. Toxicul rezultat este halucinogen, termostabil la 60 °C și persistă și în ciuperca uscată.